# Fontainemore

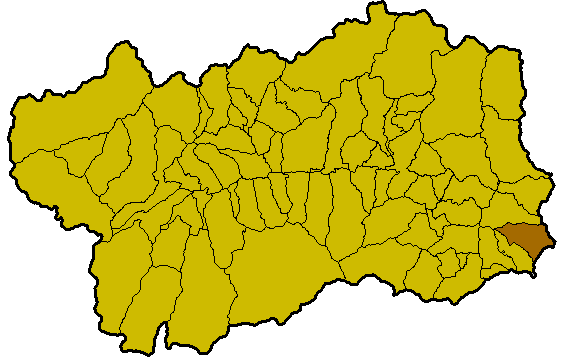
Ubicación del municipio de Fontainemore en el Valle de Aosta.

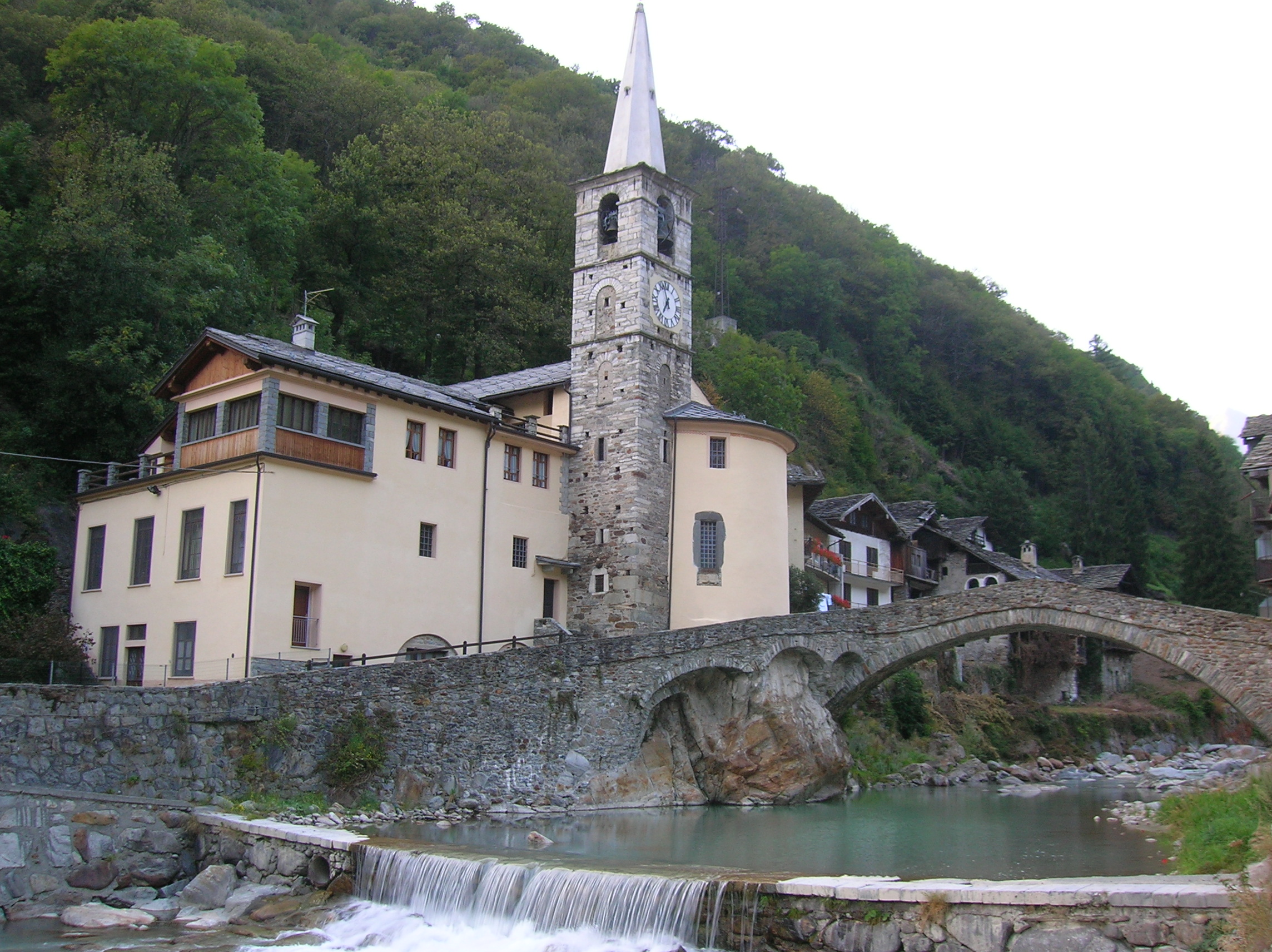
Fontainemore.

Fontainemore es una localidad italiana de Valle de Aosta, con 453 habitantes.

## Evolución demográfica
| Gráfica de evolución demográfica de Fontainemore entre 1861 y 2001 |
|                                                                    |
| Fuente ISTAT - elaboración gráfica de Wikipedia                    |